# U boj
U boj je hrvatska domoljubna pjesma. Napisao ju je 1866. godine Franjo Marković, skladao Ivan Zajc 1866. godine, a kasnije je pjesma uklopljena u njegovu operu Nikola Šubić Zrinjski (1876.), gdje ju izvodi muški zbor.
Izvan Hrvatske stekla je veliku popularnost u Japanu gdje je izvode lokalni pjevački klubovi. U Japan su je donijeli 1919. godine bivši austro-ugarski ratni zarobljenici Čehoslovačke legije koji su se evakuirali iz Sibira, a tijekom rujna i listopada 1919. godine boravili su u Kobeu gdje je američki brod SS Heffron koji ih je prevozio bio na popravku nakon tropske oluje i nasukavanja kod Shimonosekija. Pjesma je danas himna muškog pjevačkog zbora prestižnog japanskog sveučilišta Kwansei Gakuin.
U prigodi 140. godišnjice Zajčeve opere Nikola Šubić Zrinjski i 450. godišnjice Sigetske bitke glazbeni sastav Projekta Velebit obradio je i objavio pjesmu u rock and roll obliku.

## Tekst
U boj, u boj!
Mač iz toka braćo!
Za narod svoj
Umriet ćemo mi!
Grad naš već gori,
Siže do nas već žar.
Rik turski ori,
Strašan je njihov jar.
Ko požar taj
Srca naša plamte:
U bieg i vaj
Sad će udrit vrag.
Ko braća brata
Zrinjskog izljubte svi,
Za njim na vrata
Hrvatske sinci vi.
Sad s bogom bud,
Dome naš, za uviek.
Oj, s bogom!
Od svud i svud
Na te dušman ide priek.
I već u grob
Sveti trup sklada tvoj –
Al neće!
Za te sin svak u boj
Se kreće;
Dome naš, ti viekom stoj!
Punmo puške, samokrese,
Naše grome, naše triese,
Neka ore, ruše, more!
Brusmo ljute naše mače,
Neka sieku jače, jače!
Neka krešu, ruše, more!
Dokle sve u smrt obore.
Za dom, za dom sad u boj!
Ma paklena množ
Nanj diže svoj nož,
Nas mal al hrabar je broj!
Tko, tko će ga strt?
Smrt vragu, smrt!
Za domovinu
Mrieti kolika slast;
Prot dušmaninu!
Mora on, mora past!

## Ostale inačice
U boj, u boj!
Mač iz toka, braćo,
nek dušman zna kako mremo mi!
Grad naš već gori,
stiže do nas već žar:
rik njihov ori,
bijesan je njihov jar!
K'o požar taj grudi naše plamte,
utiša rik mača naših zvek!
K'o bratac brata
Zrinskog poljub'te svi!
Za njim na vrata,
vjerni junaci vi!
Sad, braćo!
Pun'mo puške, samokrese,
naše grome, naše trijese,
neka ore, ruše, more!
Brus'mo ljute naše mače,
neka sijeku jače, jače!
Pun'mo puške, samokrese,
naše grome, naše trijese,
neka ore, ruše, more!
Sad zbogom bud',
dome naš zauvijek,
oj, zbogom,
od svud i svud
na te dušman ide prijek.
I već u grob
sveti trup sklada tvoj,
al' neće!
Za te sin svak u boj se kreće!
Dome naš, ti vijekom stoj!
Hajd' u boj, u boj!
Za dom, za dom sad u boj!
Ma paklena mnoš
na nj diže svoj nož;
Hajd' u boj!
Nas mal, al' hrabar je broj!
Tko, tko će ga strt'?
Smrt vragu, smrt!
Za dom, u boj, za dom u boj!
Za domovinu mrijeti kolika slast!
Prot dušmaninu! Mora on mora past'!

## Vanjske poveznice
- Youtube video Kwansei Gakuin muški pjevački zbor izvodi pjesmu "U boj"
- U boj / od Ivana Zajca ; pjeva Emil Burian, bariton opere Nar. kazališta u Pragu., digitalna.nsk.hr
- Nobuhiro Shiba, Jedan odlomak iz povijesti suradnje Japana i Hrvatske : Hrvatska pjesma «U boj» i japanski muški zbor // Povijest u nastavi, sv. VI, br. 12 (2), 2008., str. 167. – 176., (Hrčak)
- Jun Karube, “U Boj, U Boj” and Kwansei Gakuin Glee Club, museum.kwansei.ac.jp (engl.)
- Darko Žubrinić, 2005. U boj, u boj, croatianhistory.net (hrv.), (engl.), (jap.)